# Oakenclough
Oakenclough – wieś w Anglii, w hrabstwie Lancashire, w dystrykcie Wyre. Leży 60 km na północny zachód od miasta Manchester i 320 km na północny zachód od Londynu.